# Mitterfels
Mitterfels est un bourg de Bavière en Allemagne (en Basse-Bavière) située dans l’arrondissement (Landkreis) de Straubing-Bogen. La commune se situe entre la Forêt Bavaroise au Nord et le Gäuboden (région agricole). Elle compte 2 504 habitants (31.12.2006). Les habitants s’appellent « Mitterfelser ».
Le maire de la commune est Heinrich Stenzel (Freie Wählergemeinschaft), successeur de Werner Lang (CSU).